# 강남가족
《강남가족》은 MBC에서 1974년 1월 1일부터 1974년 6월 15일까지 방영한 일일드라마이다.

## 등장 인물
- 최불암 : 유승근 역
- 김혜자 : 부인 역
- 홍세미 : 장녀 역
- 송재호 : 장남 역
- 김영애 : 둘째딸 역
- 유인촌 : 야구 선수 역
- 김상순 : 목수 역
- 정상수
- 정욱
- 박원숙